# ورزشگاه فری استیت

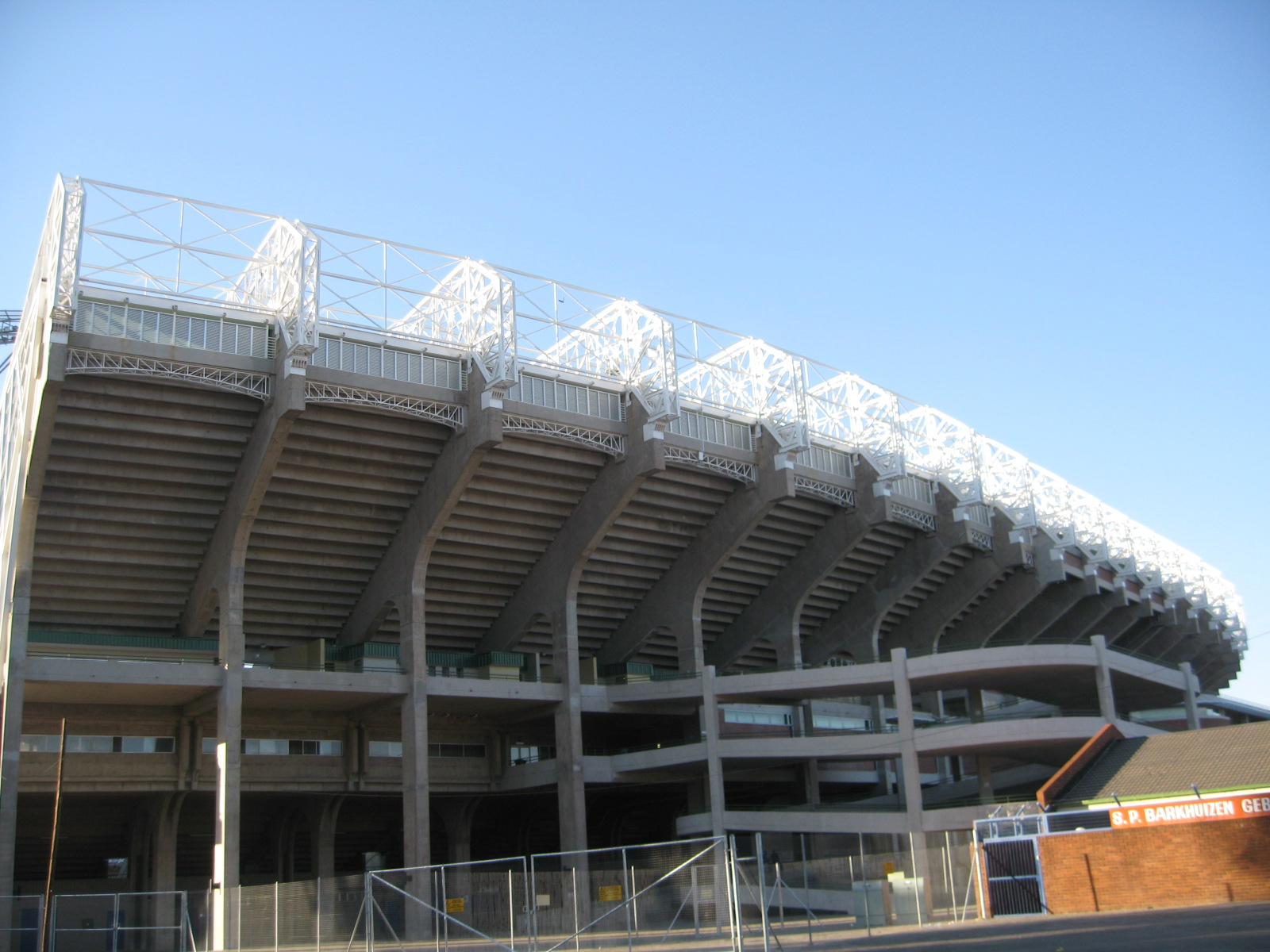
نمای بیرونی از ورزشگاه فری استیت

ورزشگاه فری استیت (به انگلیسی: Free State Stadium) یک ورزشگاه چند منظوره در آفریقای جنوبی است.
این استادیوم یکی از مراکز برگزاری بازیهای جام جهانی فوتبال ۲۰۱۰ است.